# 中園化学
中園化学株式会社（なかぞのかがく）は、熊本県熊本市東区に本社を置くクリーニング店「ホワイト急便」を運営する企業である。熊本、鹿児島、横浜、千葉、大分（日田）エリアを担当している。それ以外の地域は日本さわやかグループが担当する。

## 沿革
- 1961年5月 - クリーニング店創業。
- 1965年9月18日 - 中園化学有限会社設立。島崎工場創業開始。
- 1971年9月 - ホウプ有限会社小峯工場設立。
- 1975年8月 - 中園クリーニング有限会社「近見工場」設立。
- 1976年12月 - 八王寺クリーニング有限会社「八王寺工場」設立。
- 1977年4月 - 菊南クリーニング有限会社「菊南工場」設立。
- 1978年
  - 9月 - 御領クリーニング有限会社「御領工場」設立。
  - 10月 - ホープクリーニング有限会社「八代工場」「海土江工場」設立。
- 1979年12月 - 上熊本工場創業開始。
- 1980年
  - 4月 - ホープクリーニング鹿本有限会社「鹿本工場」設立。
  - 7月 - 益城クリーニング有限会社「益城工場」設立。
- 1981年9月 - 本渡クリーニング有限会社「本渡工場」設立。
- 1982年10月 - ホープクリーニング有限会社「人吉工場」設立。
- 1983年
  - 2月 - ホープクリーニング有限会社「島崎工場」設立。
  - 10月 - ホープクリーニング有限会社「宇土工場」設立。
- 1984年
  - 2月 - 本野クリーニング有限会社「本野工場」設立。
  - 4月 - 弓削工場創業開始。
- 1985年4月 - 玉名工場創業開始。有限会社ホープ再油産業設立。
- 1987年3月 - CI展開の為、商標を『ホワイト急便』に変更。水俣工場創業開始。大牟田工場創業開始。株式会社日本さわやかグループ設立。有限会社ホープラボ設立。マグ末広工業株式会社設立。有限会社ホープ中園「網島工場」設立。
- 1988年3月 - 近見リネン工場創業開始。
- 1989年3月 - 鶴見工場創業開始。
- 1990年
  - 2月 - 有限会社ニューオーシャン設立。
  - 3月 - 宮原工場創業開始。
  - 5月 - 有限会社ホワイト急便新吉田設立。
  - 7月 - じゅうたん工場創業開始。
- 1991年2月 - 鹿児島「錦江工場」、鹿児島「吉田工場」創業開始。
- 1992年
  - 3月 - 新吉田第2工場創業開始。
  - 12月 - 菊池リネン創業開始。
- 1993年
  - 4月 - 有限会社マグネットヨコハマ設立。
  - 8月 - 有限会社ホープ再油産業宮崎設立。
  - 12月 - 駒岡工場創業開始。
- 1994年1月 - 中園化学株式会社に組織変更。社屋を上南部2-1-100中園ビルに移転。
- 1994年2月 - 横浜・ホープカラー創業開始。
- 1995年
  - 3月 - 横浜「ハイクラス専門工場」創業開始。
  - 4月 - 有限会社ホープヨコハマ設立。
  - 9月 - 横浜「保土ヶ谷工場」創業開始。
  - 12月 - 株式会社サワヤカ広告社設立。
- 1996年
  - 1月 - 有限会社おしゃれクリーニング設立。
  - 3月 - 宮原「ハイクラス専門工場」創業開始。
  - 5月 - 横浜を「株式会社ホープ中園」に組織変更。
  - 6月 - 株式会社安城リネン設立。
  - 9月 - 名古屋支店開設。有限会社弓削クリーニング「弓削工場」設立。
- 1997年
  - 4月 - 益城リネン工場を近見より移転し創業開始。
  - 5月 - 水俣ハイクラス工場創業開始。
- 1998年
  - 1月 - 菊地工場築落成し、創業開始。
  - 3月 - 近見工場をホームクリーニング工場として創業開始。
- 1999年3月 - 高江工場をユニットショップとして創業開始。
- 2000年11月 - ハウスクリーニング事業進出。出張ゴシゴシ君創業開始。
- 2001年12月 - 八代リネン工場創業開始。
- 2003年4月 - ハピネス有限会社設立。
- 2004年
  - 2月 - 大分県日田市に日田工場創業開始。
  - 3月 - ペットフード事業進出「アーテミス」販売開始。
- 2005年4月 - 佐賀・イオン東与賀をユニットショップとして創業開始。
- 2006年3月 - 静岡県富士市に富士工場創業開始。
- 2007年
  - 1月 - ホープクリーニング鹿本有限会社「リネン第4工場」創業開始。
  - 3月 -「ホープクリーニング鹿本有限会社」を「有限会社ホワイト急便菊池」へ法人名変更。
  - 10月 - ホープクリーニング有限会社「八代工場」「八代着物工場」稼動。
- 2008年
  - 1月 - 佐賀「神埼工場」創業開始。
  - 4月 - ホープクリーニング有限会社「宇土工場」を有限会社ドレスエステとして分割。
- 2009年5月 - 株式会社農業生産法人ホワイトファーム設立。

## 関連会社
- 株式会社日本さわやかグループ
  - 有限会社ニューオーシャン
  - 株式会社ホワイト急便サービスネット（旧 サワヤカ広告社）
- 有限会社ホープ再油産業
- ハピネス有限会社
- サン・クエスト株式会社
- 株式会社サン・シーエル